# Peter Hirsch
Peter Bernard Hirsch (* 16. ledna 1925) je britský fyzik a materiálový inženýr, který učinil zásadní příspěvky v oblasti transmisní elektronové mikroskopie kovů.
Vystudoval St Catharine's College v Cambridgi. V roce 1946 nastoupil do Cavendishovy laboratoře, kde dělal doktorát z oboru krystalografie pod vedením Williama Lawrence Bragga. Zde napsal také práce o struktuře uhlí.
V polovině 50. let 20. století použil transmisní elektronový mikroskop ke zkoumání kovů a vyvinul podrobnou teorii potřebnou k interpretaci výsledků. V roce 1965 vydal s Archibaldem Howiem, Michaelem Whelanem, Pashleyem a Nicholsonem podrobnou práci o elektronové mikroskopii tenkých krystalů.
V roce 1966 se přestěhoval do Oxfordu, kde získal uvolněné místo profesora metalurgie. Tento post zastával až do odchodu do penze v roce 1992. Pod jeho vedením získala Katedra materiálů celosvětové renomé.
Do Královské společnosti byl zvolen roku 1963. V roce 1983 získal Wolfovu cenu za fyziku.